# Boualem
Boualem (em árabe: بوعلام) é um município localizado na província de El Bayadh, Argélia. Segundo o censo de 2008, a população total do município era de 7 578 habitantes.